# Dzienne zapotrzebowanie energetyczne
Dzienne zapotrzebowanie energetyczne - oznacza ilość energii, którą należy dostarczyć każdego dnia organizmowi w pożywieniu, aby pokryć wydatki energetyczne wynikające z:
- podstawowej przemiany materii, na którą składają się procesy fizjologiczne tj. trawienie, oddychanie, krążenie, odnowa komórek i tkanek, itp.
- aktywności fizycznej[1].

Dzienne zapotrzebowanie energetyczne podaje się najczęściej w kcal lub rzadziej w kilodżulach. Dostarczanie organizmowi odpowiedniej ilości (oraz jakości) pożywienia, które pokrywa dzienne zapotrzebowanie energetyczne, lecz go nie przewyższa, jest warunkiem utrzymania stałej i prawidłowej masy ciała.
Dzienne zapotrzebowanie energetyczne zależy od:
- indywidualnego tempa metabolizmu
- masy ciała
- wzrostu
- wieku
- płci
- poziomu aktywności fizycznej
- fazy cyklu u kobiet
- temperatury ciała (wzrost temperatury zwiększa zapotrzebowanie energetyczne)
- klimatu, w którym żyjemy.[3]

Dzienne zapotrzebowanie energetyczne wzrasta podczas intensywnego wysiłku fizycznego oraz podczas wzrostu i rozwoju organizmu, ciąży i okresu karmienia oraz rekonwalescencji. Chcąc obliczyć całkowitą przemianę materii powinniśmy zsumować podstawową przemianę materii (inaczej spoczynkowy wydatek energetyczny) oraz ponadpodstawową przemianę energii (tj. energię wydatkowaną na pracę, codzienne czynności, a także przyswajanie pokarmów). Chcąc dokonać obliczeń powinniśmy skorzystać z następującego wzoru:
Podstawowa przemiana materii = 1 kcal x masa ciała x 24 godziny
Ponadpodstawowa przemiana materii = podstawowa przemiana materii x współczynnik aktywności
Współczynnik aktywności określa naszą codzienną aktywność fizyczną oraz treningi. Przyjmuje się, że współczynnik aktywności wynosi:
- 1,0 – dla osób prowadzących tryb siedzący, brak aktywności fizycznej
- 1,2 – dla osób prowadzących tryb siedzący, znikoma aktywność fizyczna
- 1,4 – dla osób prowadzących tryb siedzący, trening 2 razy w tygodniu
- 1,6 – dla osób wykonujących lekką pracę fizyczną, trening około 4 razy w tygodniu
- 1,8 – dla osób pracujących fizycznie, trening przynajmniej 5 razy w tygodniu
- 2,0 – przy ciężkiej pracy fizycznej, codziennym treningu[4]

Średnie dzienne zapotrzebowanie energetyczne dla osób o umiarkowanej aktywności fizycznej wynosi:
- 2000 kcal dla kobiety
- 2500 kcal dla mężczyzny.